# Ormesson-sur-Marne
Ormesson-sur-Marne è un comune francese di 10 540 abitanti situato nel dipartimento della Valle della Marna nella regione dell'Île-de-France.

## Storia

### Simboli
Lo stemma del Comune è stato adottato il 21 giugno 1957 e riprende le insegne della nobile famiglia Lefèvre d'Ormesson.

## Società

### Evoluzione demografica
Abitanti censiti

## Amministrazione

### Gemellaggi
- Brühl, Germania
- Northallerton, Regno Unito
- Roum, Libano